# Asota shortlandica
Asota shortlandica là một loài bướm đêm trong họ Erebidae.